# Spizocorys conirostris
Sơn ca mỏ hồng, tên khoa học Spizocorys conirostris, là một loài chim trong họ Alaudidae.
Sơn ca mỏ hồng được tìm thấy ở Botswana, Lesotho, Namibia, Nam Phi, và Zambia. Môi trường sống tự nhiên của chúng là đồng cỏ vùng đất thấp nhiệt đới hoặc cận nhiệt đới khô.